# NGC 112
NGC 112 là một thiên hà xoắn ốc nằm trong chòm sao Tiên Nữ. Nó được phát hiện bởi nhà thiên văn học người Mỹ Lewis Swift vào ngày 17 tháng 9 năm 1885. Thiên hà nằm cách Trái Đất khoảng 295 triệu năm ánh sáng và có đường kính khoảng 75.000 năm ánh sáng.